# 诺让拉贝斯
诺让拉贝斯（法語：Nogent-l'Abbesse，法語發音：[nɔʒɑ̃ labɛs]）是法国马恩省的一个市镇，属于兰斯区。

## 地理
诺让拉贝斯（49°15'12"N, 4°9'25"E）面积10.16 平方千米，位于法国大東部大區马恩省，该省份为法国东北部内陆省份，北起阿登省，西北接埃纳省，西南接塞纳-马恩省，南至奥布省，东南接上马恩省，东临默兹省。
与诺让拉贝斯接壤的市镇（或旧市镇、城区）包括：皮雪、贝讷-诺鲁瓦、贝吕、塞尔奈莱兰斯、普吕奈。

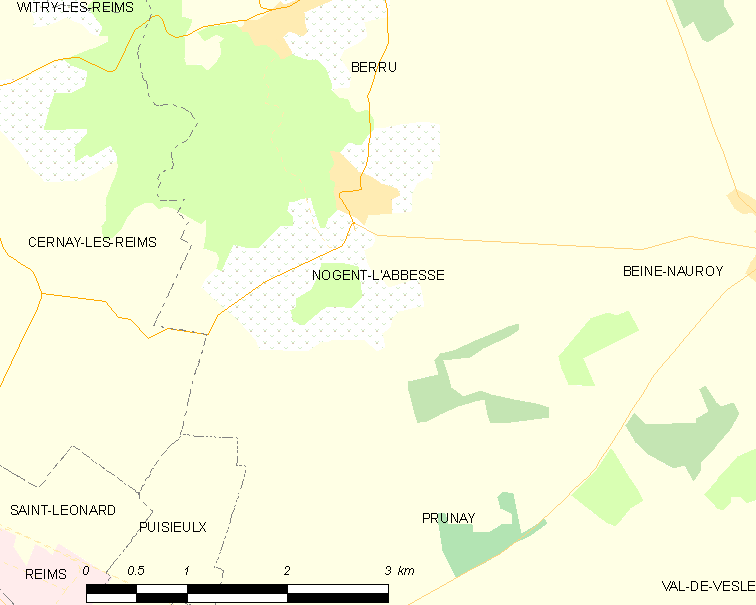
诺让拉贝斯的OSM定位图

诺让拉贝斯的时区为UTC+01:00、UTC+02:00（夏令时）。

## 行政
诺让拉贝斯的邮政编码为51420，INSEE市镇编码为51403。

## 政治
诺让拉贝斯所属的省级选区为勃艮第-弗雷讷县。

## 人口

1962-2008年间诺让拉贝斯人口变化图示

诺让拉贝斯于2022年1月1日时的人口数量为540人。